# بول لويس
بول لويس (بالإنجليزية: Paul Lewis)‏ هو صحفي بريطاني، ولد في 22 أبريل 1948.